# وضعية روز
وضعية روز (بالإنجليزية: Rose position)‏ هو الوضع الذي يتم فيه وضع المريض أثناء خضوعه لعملية استئصال اللوزتين ، استئصال الغدانيات و رأب الحنك والبلعوم واللهاة.

## الوضعية
في هذه الوضعية يتم تمديد كل من الرأس والرقبة. يتم ذلك عن طريق وضع كيس رمل تحت كتف المريض. بالنسبة للمريض الذي يعاني من حداب أو تصلب في الرقبة، نرفع الجزء العلوي من الطاولة بحيث يدعم رأس المريض. وهو ممنوع لمرضى متلازمة داون بسبب عدم استقرار المفصل الفهقي المحوري.

## التسمية
ترجع تسمية هذه الوضعية يرجع إلى ممرضة بالاسم روز التي اقترحت هذه الوضعية للجراح.